# Confédération démocratique des travailleurs saint-marinais
La Confederazione Democratica dei Lavoratori Sammarinesi (CDLS - Confédération démocratique des travailleurs saint-marinais) est un syndicat de Saint-Marin. Il est affillié à la Confédération syndicale internationale et la Confédération européenne des syndicats.

## Annexe